# Almási Éva (labdarúgó)
Almási Éva (Budapest, 1977. november 6. –) labdarúgó, kapus.

## Pályafutása
1991–92-ben a Renova bajnokcsapatának a kapusa volt. Szerepelt a László Kórház, a Miskolci VSC és az Íris csapatában is. 2003 óta futsal játékos is. Jelenleg az Universum játékosa.

## Sikerei, díjai
- Magyar bajnokság
  - bajnok: 1991–92
  - 3.: 1999–00
- NB II
  - bajnok: 1999–00